# Ignoratio elenchi
Ignoratio elenchi (z łac., „niezrozumienie przeciwnika”, dosł. „nieznajomość zarzutu”, „nieznajomość tezy dowodzonej”) – błąd polegający na tym, że dowodzi się (argumentuje się na rzecz) czegoś innego niż to, co ma być udowodnione (niż to, co jest przedmiotem argumentacji). W skrajnych przypadkach ignoratio elenchi prowadzić może do wzajemnego niezrozumienia oponentów i zamiany dialogu w równoległe monologi bez rozpatrywania wysuwanych argumentów. Do kategorii tej zalicza się również fałszywy trop, czyli odpowiedź (poprawną i logicznie spójną), która jednak nie odnosi się do argumentu oponenta, odwraca uwagę, tym samym jest oczywistym błędem, jeśli używa się jej jako kontrargumentu w dyskusjach (przypomina dygresję, z tą różnicą, że ta nie jest „przemycana” pod pozorem argumentu).

## Przykłady
- Polityk A zarzuca politykowi B, iż ukończył tylko szkołę podstawową, i traktuje to jako argument przeciw jego tezie o aktualnym stanie lokalnego (dla B) szpitala.

- Polityk A mówi, że popiera demokrację i wybór społeczeństwa, zaś polityk B udowadnia A, że ten źle robi, iż nie popiera tego wyboru (z wykluczeniem sytuacji, gdy B nie słyszy).

- Adwokat udowadnia niewinność klienta wskazując, że w pewnych sytuacjach strona oskarżająca/pozywająca nie jest nieposzlakowana (chyba że sytuacje te dowodzą winy pozywającego w rozpatrywanej sprawie, zarazem wykluczając lub umniejszając winę klienta).

- Zenon z Elei nauczał, że ruch nie istnieje, ponieważ (jest to jeden z czterech jego argumentów zwany „dychotomią” – obok „strzały”, „Achillesa” i „stadionu”), gdy dowolny przedmiot znajduje się w ruchu, przebyć musi najpierw połowę wyznaczonego dystansu, później połowę tej połowy, następnie połowę połowy połowy, itd. w nieskończoność. Jakkolwiek małą jest droga, jaką przebyć ma przedmiot, zawsze przejść musi nieskończoną ilość odcinków, a tego w skończonym odcinku czasu wykonać niepodobna. Zatem ruch nie istnieje. Gdy usłyszał to inny filozof, Diogenes, podniósł się z ziemi i zaczął się przechadzać. Słuchacze domyślili się, że Diogenes naocznie dowodził, że ruch istnieje. Diogenes popełnił tu ignoratio elenchi, nie zrozumiał bowiem stanowiska Zenona, który nie negował tego, że zmysły informują nas o ruchu, tylko dowodził, że mimo złudzenia, sugerowanego przez zmysły, rozum nie może uznać ruchu, bowiem wikła się w sprzeczności, uznając istnienie ruchu jako zjawiska sprzecznego w sobie i składającego się z nieskończoności[3][4].